# Clidomys
Clidomys osborni — вимерлий вид великих гризунів родини Heptaxodontidae. Він був знайдений на острові Ямайка і, ймовірно, вимер до кінця плейстоцену. Clidomys osborni знайшли лише в шести печерах: придорожній печері Воллінгфорд, печері Овечого загону, тріщині Молтона, печері Варті-Парку 1, печері Луїдас-Вейл і печері Слю.

## Синоніми
Clidomys parvus вважався меншим і окремим видом від C. osborni, але пізніше дослідження показало, що вони можуть належати до одного виду. Вважається, що ця відмінність виникла в результаті дослідження молодих екземплярів C. osborni. Про це свідчить огляд зубів. Отже, здається, що дуже ймовірно, що C. osborni є єдиним дійсним видом Clidomys, присутнім на Ямайці.